# Borys Hmyrja
Borys Romanowytsch Hmyrja (* 23. Julijul. / 5. August 1903greg. in Lebedyn, Gouvernement Charkow, Russisches Kaiserreich; † 1. August 1969 in Kiew, Ukrainische SSR) war ein ukrainischer Opern-, Konzert- und Liedsänger (Bass).

## Leben
Von 1930 bis 1935 besuchte er in Charkiw das Technische Bauinstitut, dass er mit Auszeichnung abschloss.
Ab 1939 studierte er Gesang an der Charkower Musikhochschule bei Pawlo Holubjew (Павло Васильович Голубєв) und war ab diesem Jahr auch, mit Unterbrechung, bis 1957 Solist an der Kiewer Oper.
Während des Zweiten Weltkrieges verblieb er in der Ukraine und trat dort weiterhin in der besetzten Ukraine auf.
Boris Hmyrya hatte als Sänger nahezu 2000 Auftritte in den Ostblockstaaten. Sein Repertoire umfasste etwa 1200 Werke, darunter mehr als 600 Kammermusikwerke: 290 ukrainische Volkslieder und Balladen, 179 russische Volkslieder und Balladen, über 100 westliche Lieder und Balladen, са. 77 Opernarien, sowie ukrainische, russische und westliche Klassiker.
Er sang unter anderem den
- Taras Bulba in der Oper Taras Bulba von Mykola Lyssenko
- Trofim  in der Oper Naimytschka ("Dienerin") von Mychajlo Werykiwskyj
- Iwan Sussanin in der Oper Ein Leben für den Zaren von Michail Glinka
- Müller in der Oper Russalka von Alexander Dargomyschski
- Méphistophélès in der Oper Faust von Charles Gounod

Hmyrya starb 1969 in Kiew und wurde auf dem Baikowe-Friedhof beerdigt. Auf dem Grab wurde 1979 ein vom sowjetischen Bildhauer Ksanfi Andrejewitsch Kusnezow (Ксанфий Андреевич Кузнецов) erstellter Grabstein errichtet.

## Ehrungen
1951 wurde er Volkskünstler der UdSSR, 1952 erhielt er den Stalinpreis und seit 1960 war Hmyrja Träger des Lenin-Ordens. Die ukrainische Nationalbank gab zu ihrem 150. Geburtstag 2003 eine Zwei-Hrywnja-Gedenkmünze und die ukrainische Post eine Briefmarke mit seinem Konterfei heraus.